# 泌陽戰鬥
泌陽戰鬥發生於1939年12月1日－29日年元旦，地點則是在中國豫南一帶。是抗日戰爭主要戰鬥之一，交戰一方為中華民國國民革命軍，另一方則為日軍。